# Paul Thoemer

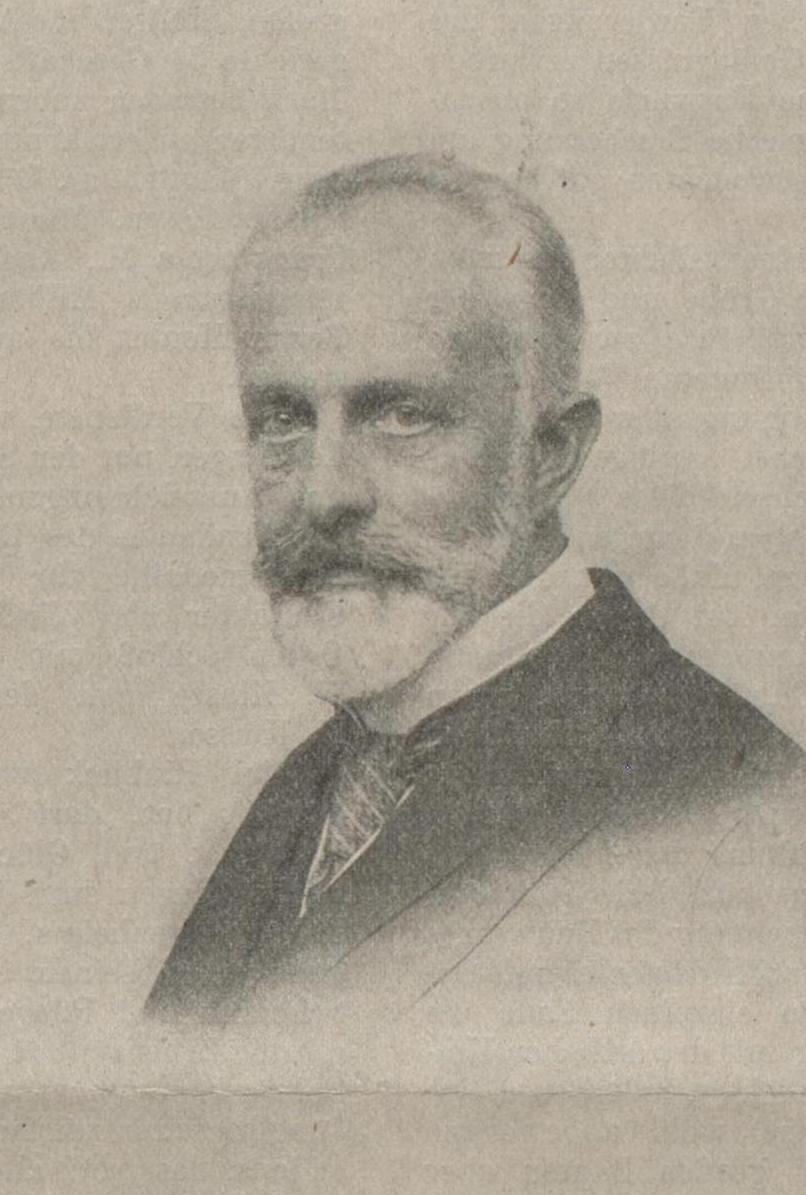
Paul Thoemer

Carl Niels Paul Thoemer (* 20. Juni 1851 in Anklam; † 3. Juni 1918 in Berlin-Grunewald) war ein deutscher Architekt und preußischer Baubeamter.

## Leben
Thoemer studierte in Berlin. Seine Berufstätigkeit begann er im preußischen Ministerium der öffentlichen Arbeiten zunächst im Dezernat für Eisenbahnhochbauten, später im Dezernat für Justizbauten. Er stieg in der Beamtenhierarchie bis zum Wirklichen Geheimen Rat auf.

## Bauten und Entwürfe (Auswahl)
Da die Dezernate des Ministeriums der öffentlichen Arbeiten eine zentrale Funktion im staatlichen Bauwesen Preußens hatten, waren Thoemer und andere Mitarbeiter an der Planung aller größeren Neu- und Umbauprojekte im jeweiligen Zuständigkeitsbereich beteiligt. Wie groß dabei der Anteil Einzelner an der baukünstlerischen Gestaltung war, lässt sich kaum genauer nachvollziehen. Die vorhandenen stilistischen Ähnlichkeiten der Bauten deuten aber auf eine zentrale Prägung durch die in den Dezernaten entstandenen Entwürfe oder Vorentwürfe hin.
- 1896–1904: Geschäftsgebäude für die Zivilabteilungen des Landgerichts Berlin I und des Amtsgerichts Berlin I in Berlin-Mitte, Littenstraße (mit Rudolf Mönnich)
- 1899–1901: Amtsgericht Köpenick in Berlin-Köpenick
- 1893: Gerichtsgebäude in Köln, Appellhofplatz
- 1899–1902: Amtsgericht Mülheim an der Ruhr
- 1900: Fassadengestaltung für den Erweiterungsbau des Polizeipräsidiums am Alexanderplatz in Berlin-Mitte
- 1900–1906: Landgericht Magdeburg (mit Hermann Angelroth)
- 1901–1906: Amtsgericht Schöneberg in Berlin-Schöneberg (mit Rudolf Mönnich)
- 1901–1906: Amtsgericht Wedding in Berlin-Wedding (mit Rudolf Mönnich)
- 1901–1902: Verwaltungsgebäude der Eisenbahndirektion Halle (mit Eduard Fürstenau)[4]
- 1902–1906: Amtsgericht Pankow in Berlin-Pankow (mit Rudolf Mönnich)
- 1903–1905: Landgericht Halle in Halle (Saale), Hansering 13 (mit Karl Illert[4])[5]
- 1903–1905: Landgericht Stade (mit Friedrich Wilhelm Holm)
- 1903–1906: Amtsgericht Lichtenberg in Berlin-Lichtenberg (mit Rudolf Mönnich)
- 1906–1910: Amtsgericht Halle in Halle (Saale), Kleine Steinstraße 7 (mit Karl Illert)[4]
- 1904–1907: Amtsgericht Oberhausen, Friedensplatz 1[6]
- 1907–1911: Amtsgericht Hannover, Volgersweg 1
- 1907–1911: Oberlandesgericht Köln (Justizgebäude Reichenspergerplatz)
- 1908: Amtsgericht Hamburg-Wandsbek
- 1908–1911: Justizgebäude Hanau[7]
- 1908–1913: Vorentwurf für das Landgericht Essen (Entwurfs-Bearbeitung und örtliche Bauleitung durch Georg Güldenpfennig; nach Kriegsschäden erheblich verändert)
- 1909–1911: Vorentwurf für das Amtsgericht Wetzlar
- 1909–1911: Amtsgericht Schönebeck
- 1909–1913: Kammergericht in Berlin (mit Rudolf Mönnich und Carl Vohl; heute Sitz des Verfassungsgerichts)
- 1910: Oberlandesgericht Düsseldorf
- 1911–1912: Amtsgericht Weißenfels
- 1911–1914: Land- und Amtsgericht Saarbrücken in Saarbrücken, Franz-Josef-Röder-Straße 15

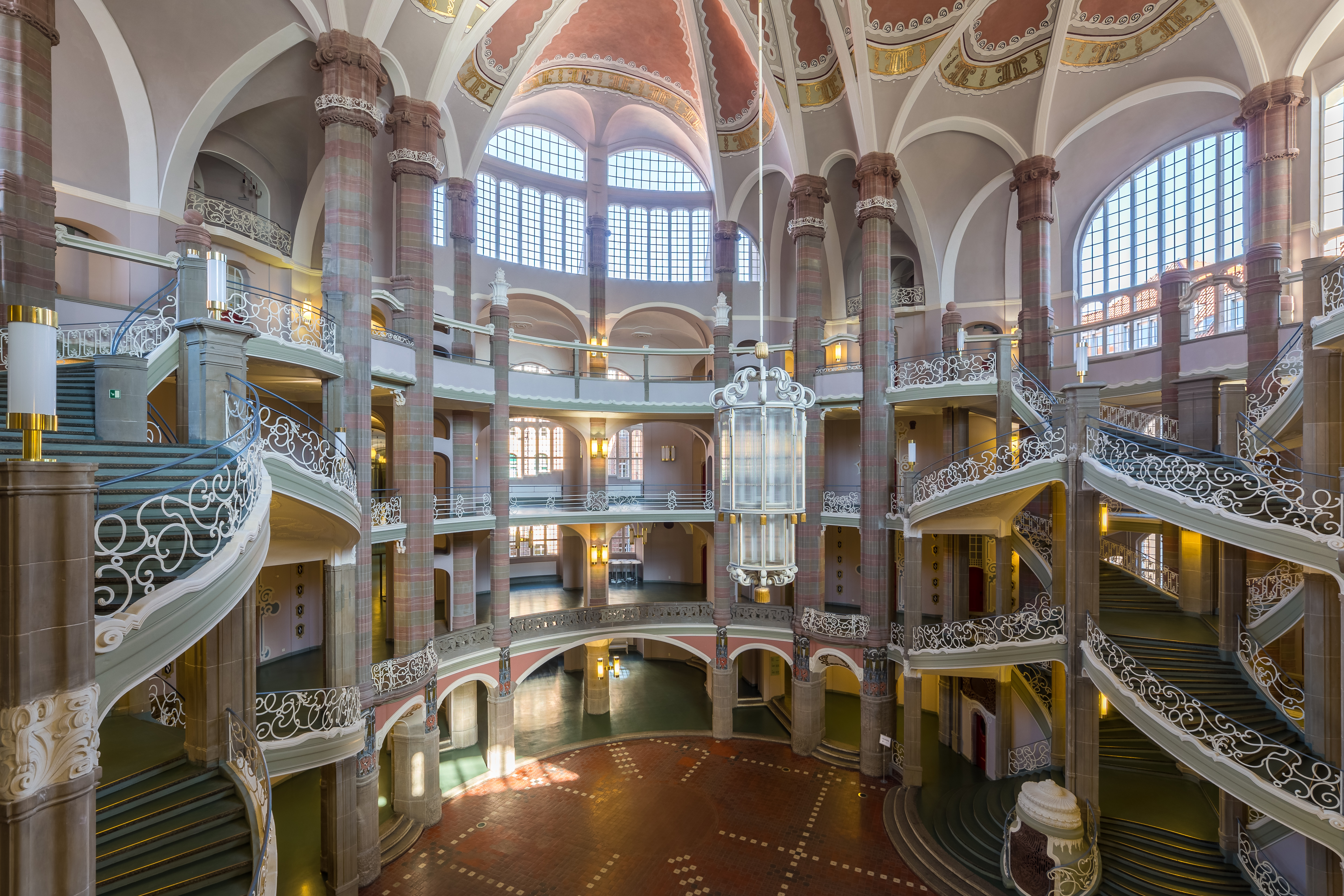
Treppenhalle im Landgericht Berlin
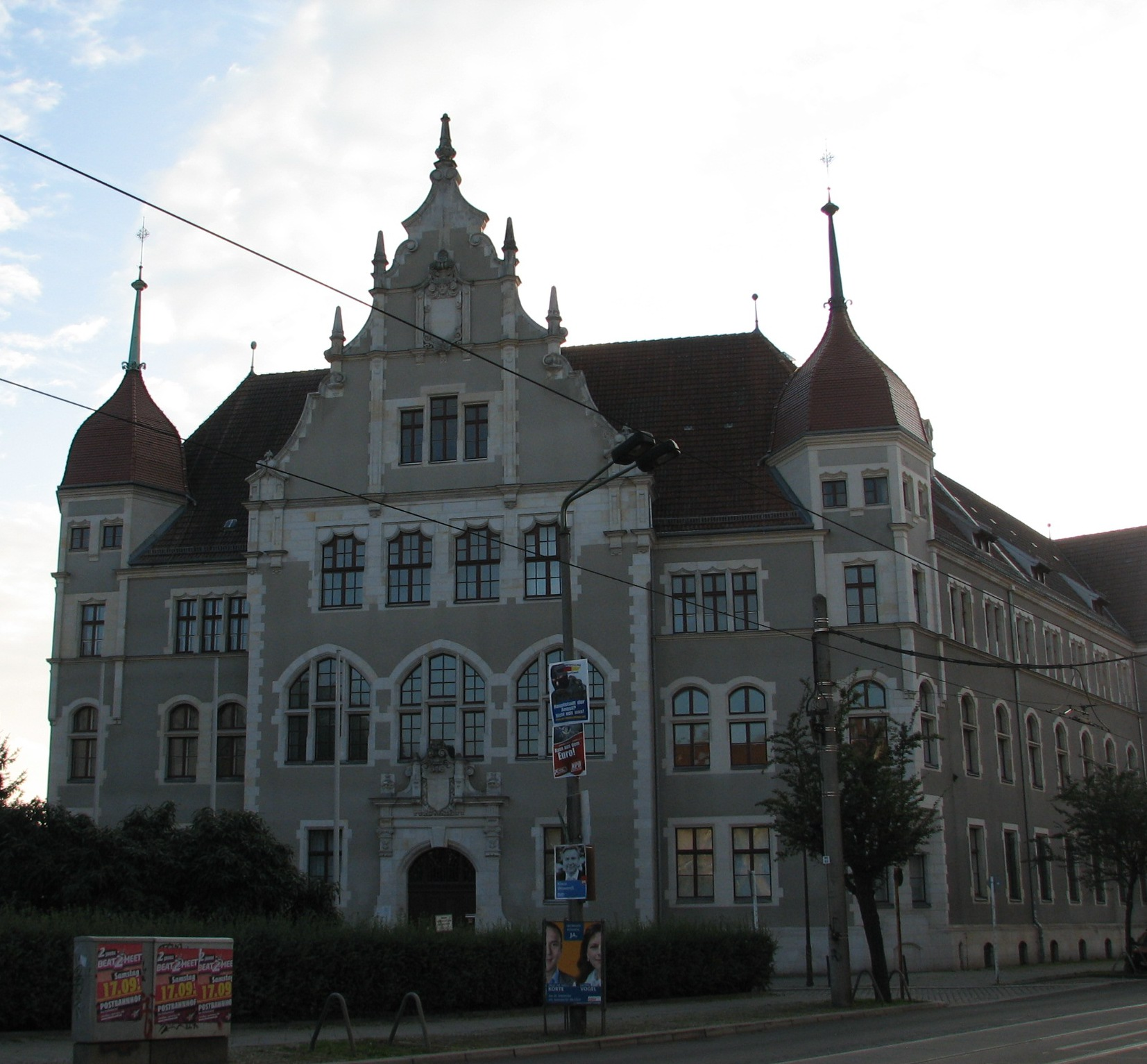
Amtsgericht Köpenick, Berlin
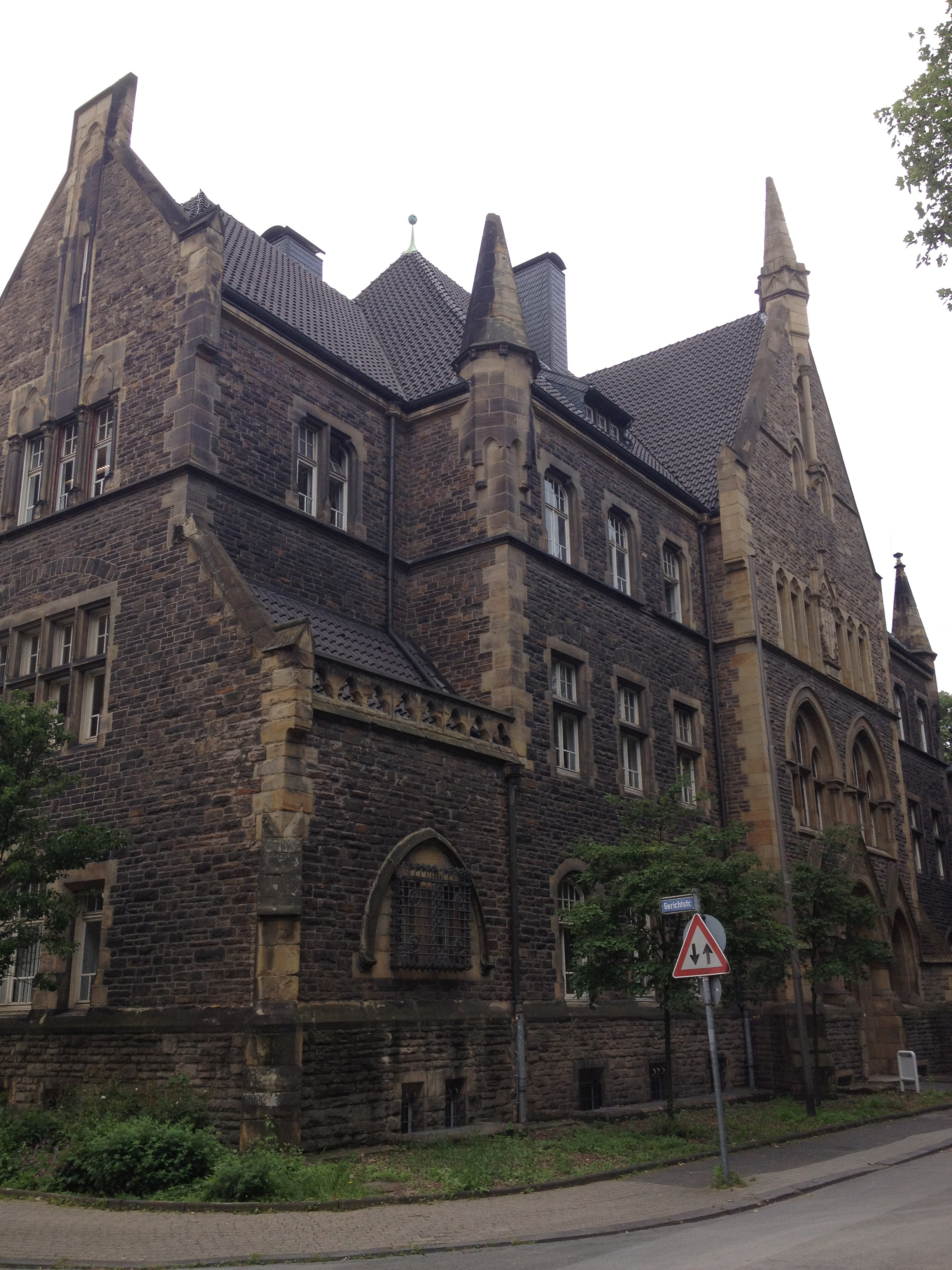
Amtsgericht Mülheim an der Ruhr
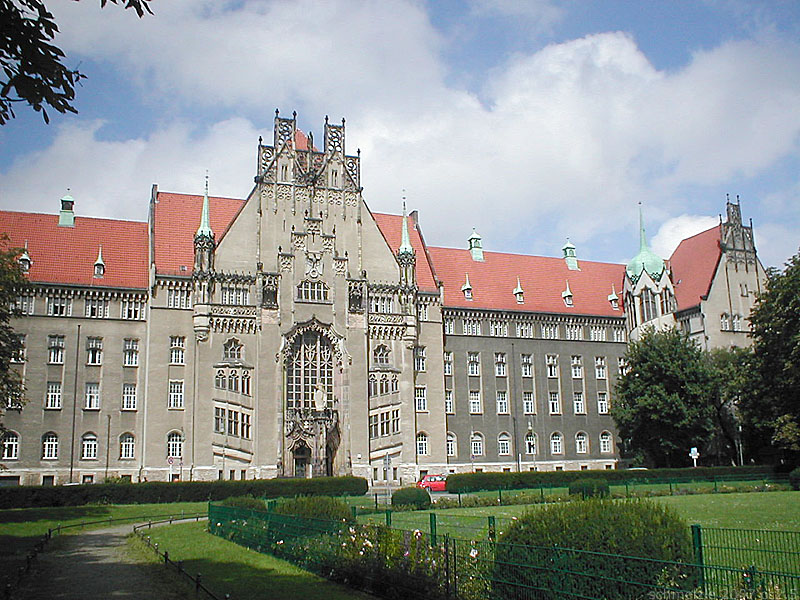
Amtsgericht Wedding, Berlin
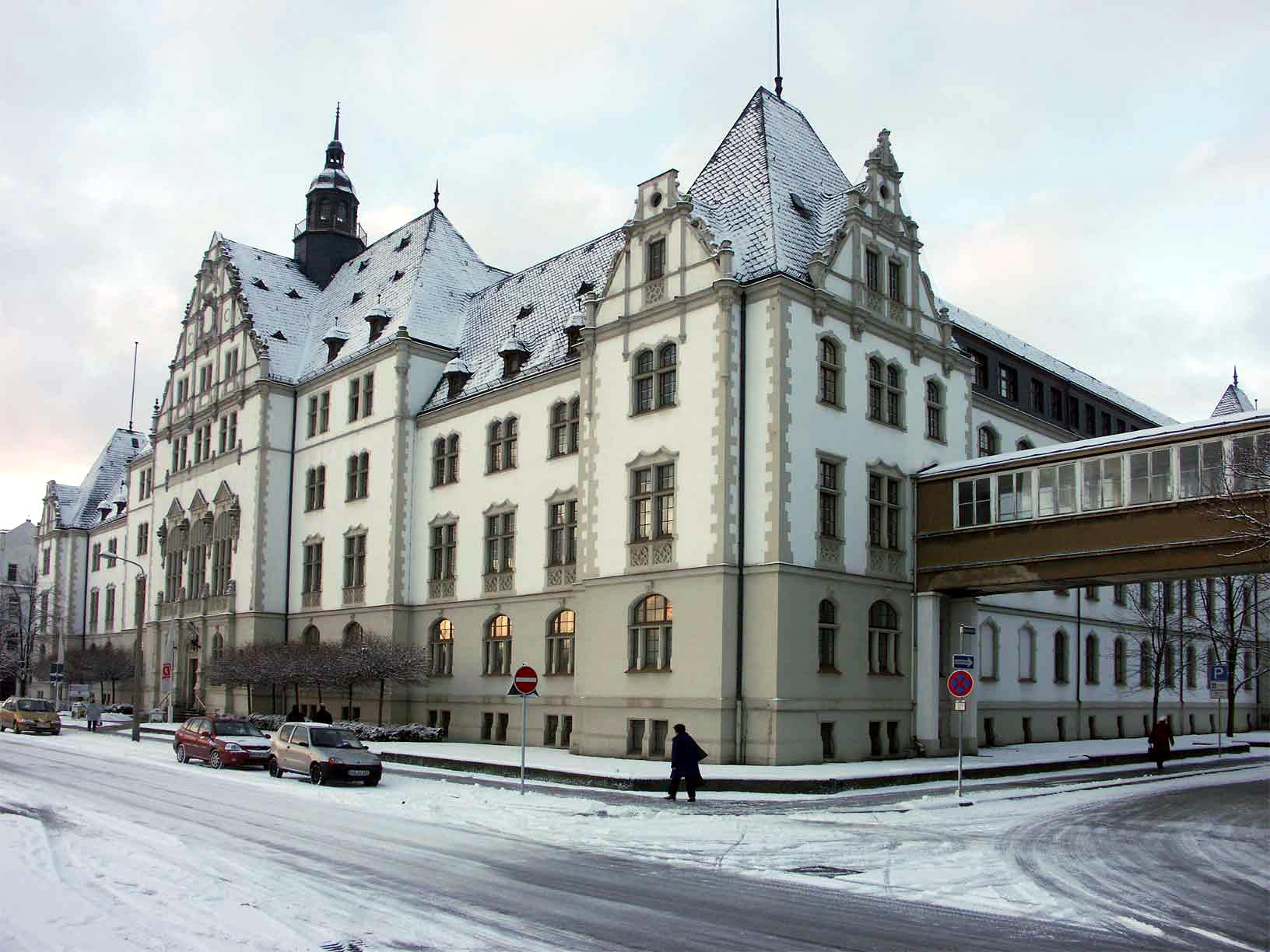
Ehemalige Eisenbahndirektion Halle
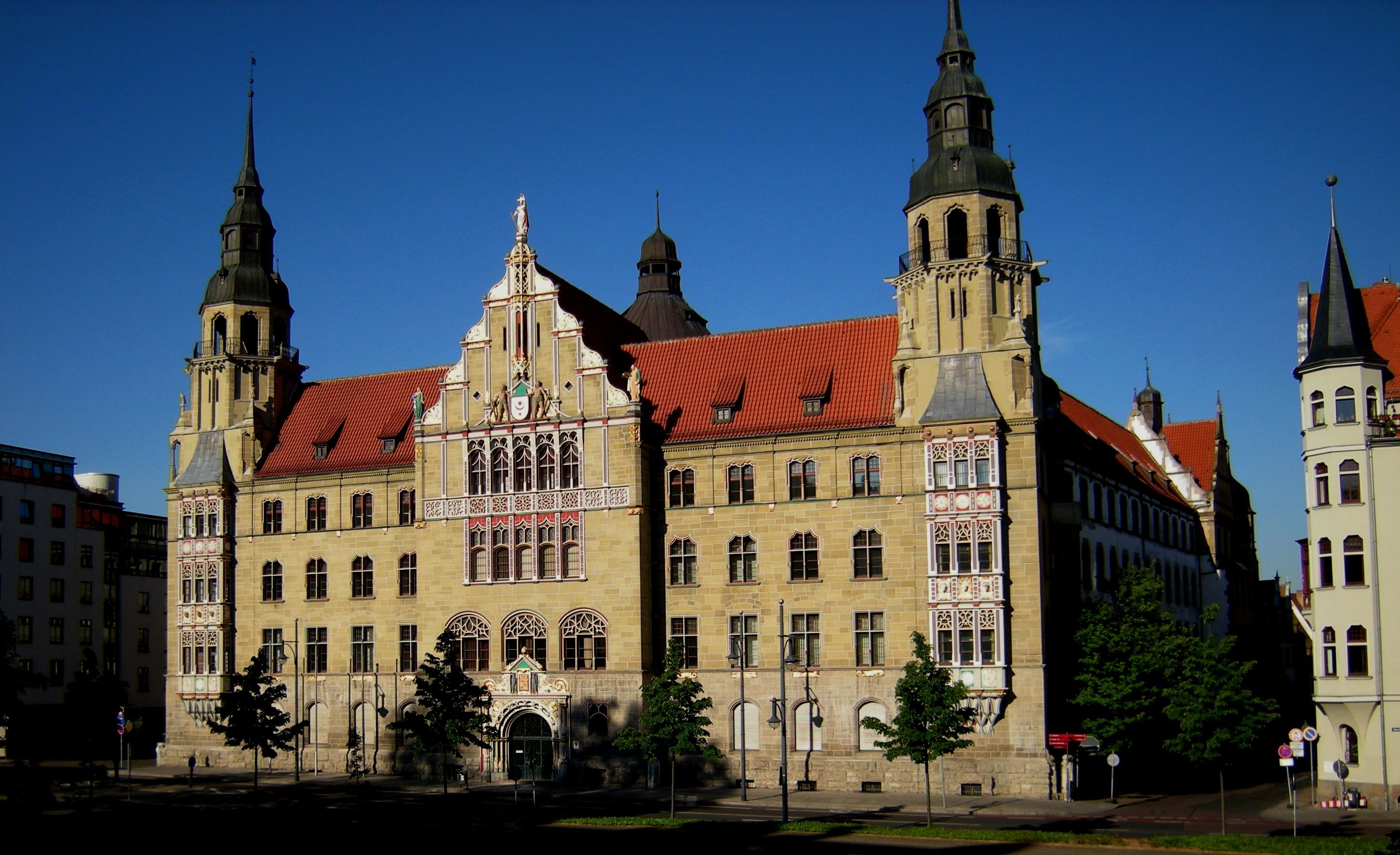
Landgericht Halle
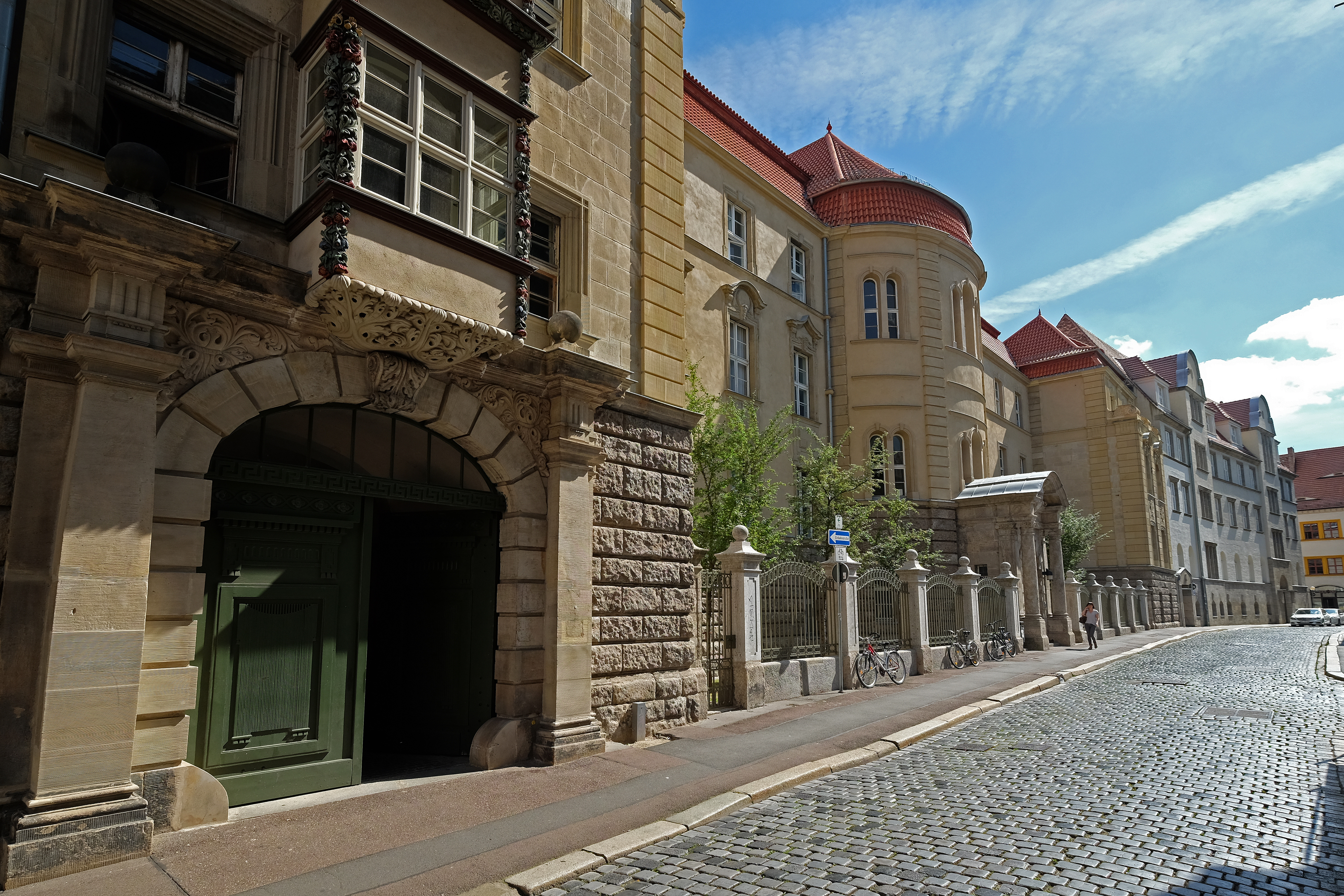
Ehemaliges Amtsgericht Halle
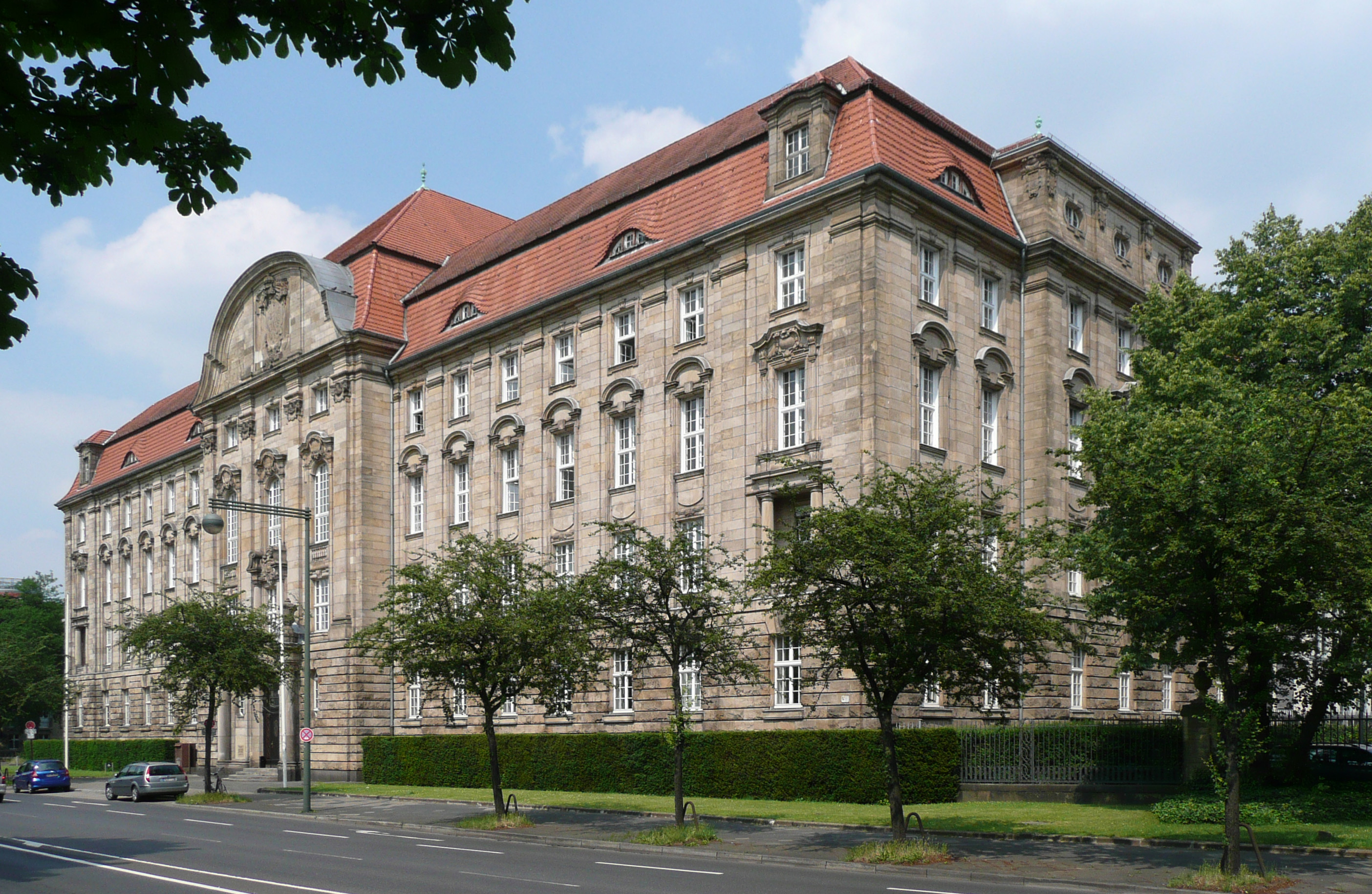
Oberlandesgericht Düsseldorf